# 日本浸禮宗橫濱教會

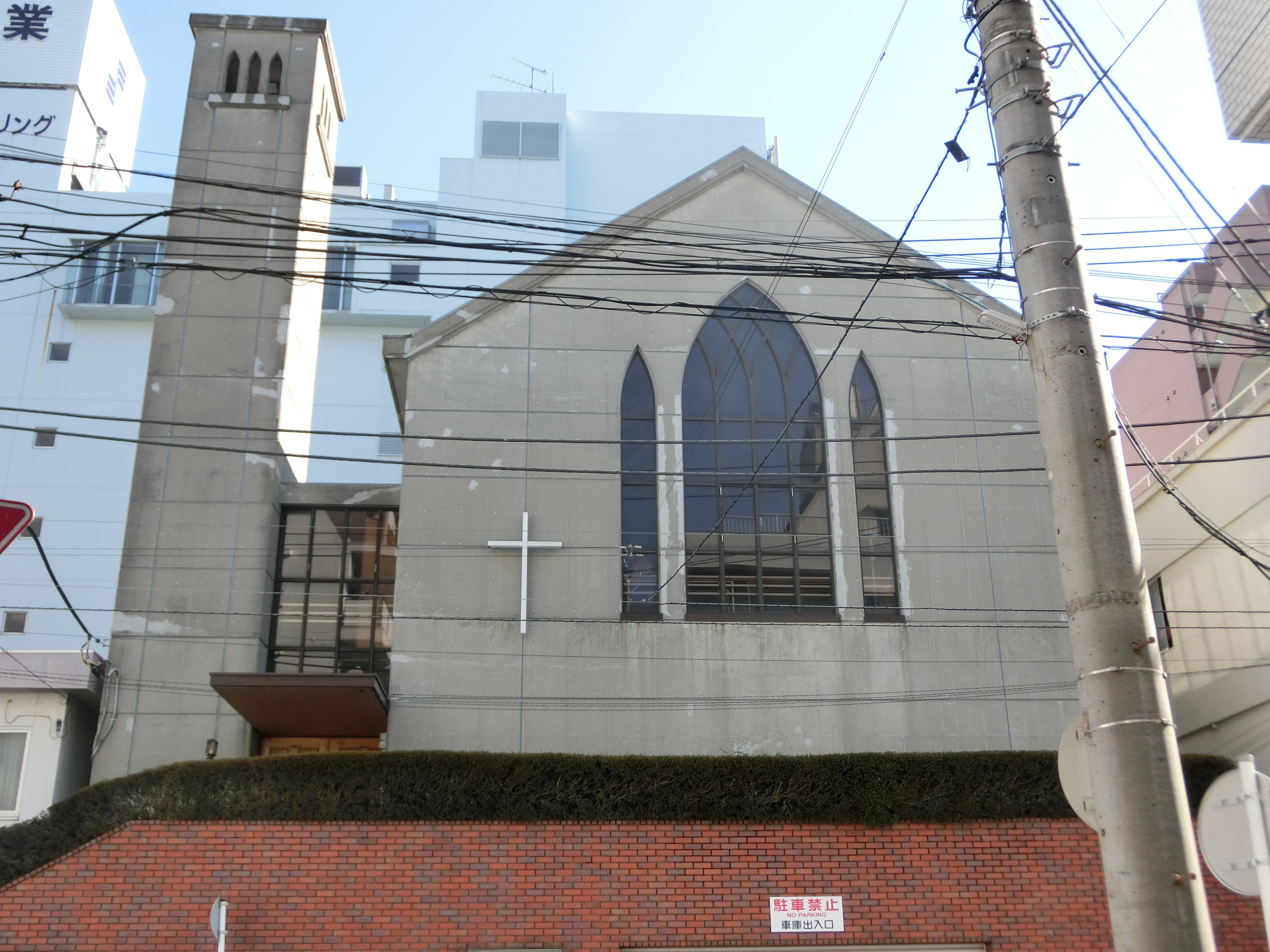

日本浸禮宗橫濱教會（日语：日本バプテスト横浜教会、にほんバプテストよこはまきょうかい）是日本最初的浸禮宗教會，亦是日本第二個新教教會。這座教會的歷史開始於1873年。現在的教堂奉獻於1981年11月22日。

## 外部連結
- 日本バプテスト横浜教会ホームページ （页面存档备份，存于）